# علی زرندی
علی زرندی (زادهٔ ۱۳۰۴ – درگذشته ۱۲ اردی‌بهشت ۱۳۶۷) هنرپیشه و صداپیشه اهل ایران بود.

## زندگی‌نامه
علی زرندی پس از پایان دوران دبیرستان، به دانشکده الهیات و معارف اسلامی دانشگاه تهران رفت و در رشتهٔ «معقول و منقول» لیسانس گرفت. سپس به «دانشسرای عالی» پیوست و فوق‌لیسانس «روان‌شناسی کودک» را دریافت نمود. او کارمند وزارت فرهنگ و هنر بود و فعالیت هنری‌اش را از دوران جوانی با رادیو آغاز کرد و همزمان وارد دوبلهٔ فیلم هم شد. زرندی به دلیل تجربه و تبحری که در زمینهٔ فولکلور داشت، موفق شد یکی از مشهورترین تیپ‌های رادیویی را به نام «شاباجی خانوم» خلق کند و پیش از انقلاب، با همین تیپ (پیرزنی غرغرو با چنته‌ای از امثال و حکم) در برنامه‌های طنز صبح جمعه رادیو حضوری فعال داشت. او در سال ۱۳۳۷ خورشیدی در فیلمی به کارگردانی صادق بهرامی به نام «شاباجی خانم» بازی کرد. وی در عرصهٔ دوبله در سری فیلم‌های کمدی «ننه زی‌زی» (ننه زی‌زی در آفریقا، ننه زی‌زی در پاریس، ننه زی‌زی معلم مدرسه) با همان تیپ رادیویی شاباجی خانم به‌جای ننه زی‌زی گویندگی می‌کرد و نباید او را با محمدعلی زرندی کارگردان، مدیر دوبلاژ و دوبلور نورمن ویزدم اشتباه گرفت. علی زرندی در سال ۱۳۶۷ در سن ۶۳ سالگی درگذشت.

## فیلم‌شناسی
- شاباجی خانم (۱۳۳۷)